# Thliptoceras buettikeri
Thliptoceras buettikeri là một loài bướm đêm trong họ Crambidae.